# Titanic II (projet de paquebot)
Pour les articles homonymes, voir Titanic II.
 (janvier 2018).
En février 2012, le milliardaire australien Clive Palmer dévoile les plans d'une réplique du Titanic de 1912, le Titanic II, qu'il prévoit de faire construire par le chantier naval chinois CSC Jinling Shipyard, et d'exploiter avec une compagnie du nom de Blue Star Line, entre l'Europe et les États-Unis.
Clive Palmer explique qu'il rencontre des difficultés à faire en sorte que le paquebot soit à la fois la réplique exacte du Titanic et en conformité avec les normes de sécurité modernes.

## Histoire du projet
Clive Palmer a annoncé le projet pour la première fois lors d'une conférence de presse le 30 avril 2012, à la suite de la signature d'un protocole d'accord avec le chantier chinois public CSC Jinling dix jours auparavant. Le 19 juin, il a été annoncé que la société d'architecture navale finlandaise Deltamarin Ltd. avait été chargée d'entreprendre la conception du navire, et que le 17 juillet, un arrangement général préliminaire avait été publié.
En octobre 2012, la Blue Star Line a annoncé que Steve Hall, expert du Titanic, avait été nommé consultant et historien du projet, et que Daniel Klistorner, spécialiste des intérieurs du Titanic, avait été nommé consultant en design d'intérieur et historien. Hall et Klistorner avaient précédemment co-écrit des livres tels que Titanic: The Ship Magnificent et Titanic in Photographs, et fait une présentation technique lors du dévoilement des dessins à New York, ainsi que lors du dîner à Londres. Plus tard ce mois-ci, il a été annoncé qu'un comité consultatif serait formé pour fournir « des suggestions et des recommandations à la Blue Star Line pour s'assurer que le Titanic II rend hommage de façon appropriée et respectueuse au Titanic, son équipage et ses passagers ». Terry Ismay, arrière-arrière-neveu du président de la White Star Line et survivant du Titanic, J. Bruce Ismay, sera membre du conseil, ainsi que Helen Benziger, arrière-petite-fille de Margaret « Molly » Brown, également survivante du Titanic.
La conception du Titanic II a été dévoilée lors de lancements mondiaux à Macao (Chine), New York (États-Unis), Halifax (Canada), Londres et Southampton (Royaume-Uni). L'événement de gala à New York était le lancement mondial officiel et a eu lieu à bord de l'USS Intrepid à New York le 26 février 2013. Le dîner de gala à Londres (Royaume-Uni) a eu lieu au musée d'histoire naturelle le 2 mars et était accompagné d'une exposition d'objets récupérés du Titanic. Il y avait aussi un petit déjeuner à Southampton le 13 mars.
Le 16 avril 2013, il a été annoncé que Deltamarin avait été contracté pour la phase de développement du projet, et serait responsable de la coordination des différentes parties impliquées dans le projet, y compris le chantier naval, les architectes, les architectes d'intérieur et les gestionnaires des opérations. L'étude de faisabilité était terminée et la phase de développement du projet était en cours. La signature d'un contrat et la pose de la quille étaient attendues en mars 2014.
D'autres contrats et accords relatifs à la conception et à la construction ont été annoncés plus tard en 2013. La nomination de V. Ships Leisure en tant que partenaire de services de gestion de navires et de Tillberg Design en tant que fournisseur de services d'architecture et de design d'intérieur. Le 17 juillet 2013, la Blue Star Line a annoncé que la société de classification Lloyd's Register avait rejoint le projet Titanic II. Le travail effectué par Lloyd's assurerait que la conception du navire était conforme aux règlements SOLAS actuels.
Des essais de modèle utilisant un modèle en bois de 9,3 mètres ont été effectués en septembre 2013 à la Hamburgische Schiffbau-Versuchsanstalt (HSVA). Des essais de résistance et d'alimentation ont été effectués dans un réservoir de remorquage de 300 mètres.
Dans un entretien en février 2014, Palmer a affirmé que la pose de la quille aurait lieu en septembre 2014. Il a averti que le projet était « un gros travail », que le Titanic original a pris sept ans à construire alors qu'ils n'ont travaillé que pour deux la moitié, et a déclaré qu'il aurait aimé commencer plus tôt, mais « voulait s'assurer que nous ne faisons pas d'erreurs ». Il a affirmé qu'une sélection de cabines était en cours de construction sur le terrain pour approbation, et que celle-ci serait achevée en juillet 2014.
En avril 2016, les administrateurs de la société de raffinage de nickel fermée de Palmer, Queensland Nickel, ont allégué que près de 6 millions de dollars avaient été prélevés sur cette société pour financer le développement et la commercialisation du Titanic II. À ce moment-là, les administrateurs ont indiqué qu'ils chercheraient à recouvrer cet argent.

## État du projet
Lorsque le projet a été annoncé pour la première fois en 2012, Palmer a affirmé que la construction commencerait avant la fin de l'année, avec un lancement en 2016. Les rapports de l'année suivante ont révélé que Clive Palmer éprouvait des difficultés financières,. Le début des travaux a été reporté à mars 2014, puis à fin 2014. Lorsque la construction n'avait toujours pas commencé en 2015, un porte-parole de M. Palmer a déclaré que le projet avait simplement été retardé et que le nouveau navire serait lancé en 2018, deux ans plus tard que prévu initialement. Cependant, Deltamarin avait dit à un journaliste de l'Australian Broadcasting Corporation que les travaux sur le projet Titanic II avaient été arrêtés alors que les travailleurs du chantier chinois identifiés comme le site probable de la construction étaient très sceptiques que le projet dépasserait le stade de la proposition,. Queensland Nickel a fait faillite et Palmer a été confronté à un gel des avoirs personnels afin de récupérer l'argent dû aux employés et aux créanciers de la compagnie. Quand il a refusé de se représenter à son siège à la Chambre des représentants, il a déclaré qu'il pourrait reprendre le travail sur le projet à sa retraite. Lors d'une audience tenue en mai 2017 au sujet de la liquidation de Queensland Nickel, on a appris que Palmer semblait être en mauvaise santé et souffrir de trous de mémoire.
La Blue Star Line n'a fait aucune mise à jour de son site officiel après mai 2014 quand il a annoncé la signature d'un protocole d'accord (qui précède généralement un contrat) avec AVIC Kaixin Ship Industry Co Ltd. AVIC devait représenter Blue Star Line dans la promotion du projet Titanic II et la coordination des sponsors Titanic II de la Chine continentale. De plus, le site officiel consacré au Titanic II a été supprimé.
Fin 2018, Clive Palmer annonce que son projet prendra forme en 2022, sans qu'une suite ne soit donnée.
En mars 2024 le milliardaire Clive Palmer renouvelle son intention de mener à bien le projet et annonce que le voyage inaugural est prévu pour 2027. Il annonce également que le projet est soutenu par la société finlandaise Deltamarin,.

## Caractéristiques
Le Titanic II est annoncé comme une réplique la plus fidèle possible au navire original. Néanmoins, pour s'adapter aux normes de sécurité actuelles et pour exploiter les technologies récentes (radars, navigation…) quelques modifications esthétiques seront visibles par rapport à l'original :
- carène légèrement élargie (+4 m) et optimisée (écoulement d'eau et consommation de carburant) ;
- pont supplémentaire entre les ponts C et D pour recevoir des installations de sauvetage performantes : ce pont comprend des canots, des toboggans de sécurité et des salles publiques ouvertes aux passagers ;
- poupe légèrement remaniée au-dessus de la ligne de flottaison (gouvernail factice pour respecter la silhouette de l'original) ;
- poupe très remaniée sous la ligne de flottaison, pour accueillir trois pods orientables dotés de moteurs électriques et permettant de supprimer les trois hélices et leurs arbres d'hélice qui propulsaient le Titanic initial ;
- tirant d'eau inférieur ;
- tirant d'air supérieur ;
- coque soudée, et non rivetée ;
- stabilisateurs pour réduire le roulis ;
- proue à bulbe pour un meilleur rendement énergétique, bien que modérément dimensionné par rapport aux navires de conception plus récente ;
- des moteurs Diesel remplacent la machinerie à vapeur du premier Titanic, tandis que les pods de propulsion sont entrainés par des moteurs électriques. Deux à trois cheminées sont factices et la machinerie moderne, plus compacte, doit permettre de disposer d'espaces supplémentaires en fond de cale ;
- les plans dessinés par Deltamarin, une compagnie de conception navale basée en Finlande, prévoient des escaliers de secours et des ascenseurs de service ;
- ponts d'observation dans les deux premières cheminées, qui auraient eu, selon Deltamarin, des revêtements de fenêtre teintés pour se fondre dans la couleur des entonnoirs, destinée à être aussi proche que possible du « White Star buff » originale ;
- les rendus publiés en février 2013 ont montré une inclinaison vers le haut ajoutée au pont C à la proue et à la poupe pour donner une apparence superficielle, bien qu'un espace en forme de coin inauthentique ait dû être ajouté entre les ponts C et D pour produire cet effet ;
- un pont plus élevé par rapport à la proue, car la superstructure a été soulevée de 1,3 mètre par la section centrale de la plate-forme de sécurité, ainsi que par l'enlèvement de la voilure. Cela annule l'exigence sur le Titanic original pour les guetteurs ;
- augmentation globale de la hauteur du navire au-dessus de la ligne de flottaison (due à l'insertion de la plate-forme de sécurité). Cependant, la hauteur totale du navire de la quille aux entonnoirs serait la même que l'original.

En dépit de ces modifications, il est prévu qu'un effort considérable soit déployé pour reproduire les cabines, suites, restaurants, salons, mais également le fumoir, le grand escalier et les bains turcs du navire de la White Star Line. Un casino et un théâtre inédits devraient également s'ajouter aux espaces reconstitués.

## Critiques
- Si vous ne connaissez pas le sujet, laissez ce bandeau (vous pouvez alors contacter les auteurs).
- Si vous supprimez le contenu mis en cause (vous pouvez préalablement contacter les auteurs),

argumentez précisément cette suppression dans la page de discussion
(un manque de référence n'est pas un argument ; une recherche réelle de référence doit avoir été effectuée, être formellement documentée).
Le Titanic II est le premier grand navire à passagers construit en Chine, un pays ayant beaucoup plus d'expérience dans la construction de cargos que de navires de croisière, et un investissement important aurait été nécessaire pour satisfaire aux exigences de sécurité beaucoup plus strictes pour les navires à passagers. Le chantier naval chinois CSC Jinling n'a jamais construit de grand navire à passagers. En outre, il n'a pas de cale sèche, utilisant plutôt le lancement latéral d'une cale de halage de 200 mètres. Le Titanic II de 269 mètres aurait été le plus grand navire à flancs latéraux de l'histoire avec une énorme marge et aurait nécessité une extension importante des installations du chantier naval. Des représentants du chantier naval ont demandé si le navire pourrait être achevé en 2016 et ont souligné qu'aucun contrat n'avait été signé.
Clive Palmer a été décrit comme un « milliardaire excentrique » avec une réputation pour des cascades de publicité bizarres, comme la tentative de créer un immense parc à thème de dinosaure de style Jurassic Park dans son complexe de golf,. Il a également été noté que la publicité entourant le Titanic II a coïncidé avec l'annonce de Palmer de son entrée dans la politique fédérale australienne, qui a été faite immédiatement après la conférence pour le Titanic II. Palmer avait précédemment prétendu qu'il était la cible d'une conspiration impliquant Barack Obama, la CIA, la Fondation Rockefeller et Greenpeace, qui, selon lui, tentaient de mettre fin à son opération minière. En 2010, Palmer a lancé une société appelée Zeppelin International, avec l'intention de fabriquer un zeppelin commercialement viable. Après que le plan est tombé à l'eau, il a été ridiculisé comme le « déménagement bizarre de l'année » par le site web d'affaires australien Smartcompany. Il a acquis une réputation en Australie pour des idées d'affaires ambitieuses et inhabituelles flottantes qu'il ne parvient pas à voir à travers, et le Titanic II a été décrit comme "une annonce classique de Clive Palmer ".
L'idée d'une réplique commercialisée du Titanic a elle-même été critiquée, qualifiée d'insensible et de « moquerie de la mémoire de ceux qui sont morts ». La Cunard Line, qui a fusionné avec la White Star Line, a déclaré qu'ils « ont toujours été très attentifs et très respectueux d'un événement aussi tragique [et] ne pensent pas que la construction d'une réplique ou d'un « II » soit appropriée ».
L'utilisation présumée, par Palmer, de fonds provenant de Queensland Nickel pour le projet Titanic II a été critiquée par les administrateurs nommés pour cette société après sa fermeture. Dans leur rapport d'avril 2016, les administrateurs ont déclaré que les paiements de Queensland Nickel à Blue Star Line avaient été des « transactions non commerciales et liées à des directeurs ». Clive Palmer a rejeté les allégations formulées contre lui dans le rapport, y compris celles relatives au Titanic II.